# Ligne 164 (Infrabel)
Pour les articles homonymes, voir Ligne 164.
La courte ligne 164, est une ligne de chemin de fer qui a été construite par les Chemins de fer de l'État Belge, en synergie avec la Société anonyme luxembourgeoise des chemins de fer et minières Prince-Henri (lignes secondaires luxembourgeoises) dont elle prolonge la ligne Kautenbach - Wiltz - Frontière, qui reste aujourd'hui exploitée sur la section Kautenbach-Wiltz.

## Historique

### Chemin de fer de Bastogne à Kautenbach
Le 15 novembre 1869, Bastogne est relié au rail avec la construction d'une courte ligne vers Libramont où elle se connecte avec la ligne du Luxembourg. Cette ligne desservant Bastogne (actuelle ligne 163) avait été concédée dès 1846 mais la Grande Compagnie du Luxembourg avait dû être sommée à plusieurs reprises d'entamer les travaux.
Au Grand-Duché de Luxembourg, la Compagnie des chemins de fer Prince-Henri obtient par la loi du 19 mars 1869 une concession pour construire et exploiter près de 200 km de lignes ainsi que des gisements de fer. La ligne de Kautenbach à Wiltz et à la frontière belge ne figure pas dans cette loi mais fait partie d'une série de lignes internationales demandées en mai 1870 par Simon Philippart, actionnaire majoritaire du chemin de fer Prince-Henri, afin de mieux relier ce réseau aux lignes belges concédées à ce dernier, dont le réseau "Forcade" comprenant une ligne reliant Bastogne et Vielsalm à Saint-Vith (alors en Allemagne) et à la frontière française près de Bouillon et Sedan,.

### Mise en service
Le réseau Forcade ne sera jamais construit mais, en 1873, l’État belge concède aux Bassins Houillers la construction de plusieurs lignes recoupant parfois celles de ce projet, dont une ligne de Bastogne à Gouvy achevée en 1884-1885, prolongeant la ligne de Libramont à Bastogne qui permet d'atteindre la ligne de Liège à Gouvy. La ligne de Bastogne à Benonchamps doit quant à elle prolonger la ligne "Prince-Henri" de Kautenbach à Wiltz, raccourcissant ainsi le trajet entre Bastogne et le Luxembourg. Après la faillite du premier chemin de fer Prince-Henri, son successeur, la Société anonyme luxembourgeoise des chemins de fer et minières Prince-Henri inaugure la section de Kautenbach (ligne du Nord) à Wiltz, le 1er juin 1881.
Les Chemins de fer de l'État belge inaugurent le 18 juillet 1887 la section de 7,2 km entre la halte de Bastogne-Nord et la gare de Benonchamps. Les rails atteignent la frontière le 22 septembre mais il faut attendre le 1er juillet 1888 pour que la société du Prince-Henri ne mette en service la section de Wiltz à la frontière entre la Belgique et le Luxembourg : un tronçon présentant plusieurs tunnels étroits. Une grande gare frontalière, désormais démolie, est construite à Benonchamps, elle comporte de vastes installations de déchargement et un bureau de douane ;
Malgré la présence de cette gare-frontière, et d'une autre à Schimpach-Wampach en territoire luxembourgeois, l'exploitation de la ligne jusque Bastogne sera confiée au Prince-Henri puis, après la seconde guerre, aux chemins de fer luxembourgeois (CFL), le trafic des voyageurs et marchandises étant assez faible.

### Fermeture
En 1951, la SNCB supprime les trains de voyageurs de la ligne 164 remplacés par bus en correspondance avec les autorails des CFL en gare de Benonchamps. Il arrivait lors des hivers rigoureux que ces trains soient prolongés jusque Bastogne lorsque la neige ne permet pas de faire rouler les bus. Elle ferme finalement le 23 septembre 1967 en raison de l'abandon par les CFL de la ligne entre Wiltz et la frontière.
Les rails sont arrachés entre 1968 (côté Bastogne) et 1974 (tronçon frontière). Un chemin RAVeL a depuis été créé entre Bastogne et la frontière et se prolonge sur le territoire luxembourgeois jusqu'à l'entrée de Wiltz. Cette section de 10 km contient plusieurs tunnels.
La section subsistante en territoire luxembourgeois, constitue la ligne 1b de Kautenbach à Wiltz, laquelle a fait l'objet d'une profonde remise en état en 2001.

## Utilisation

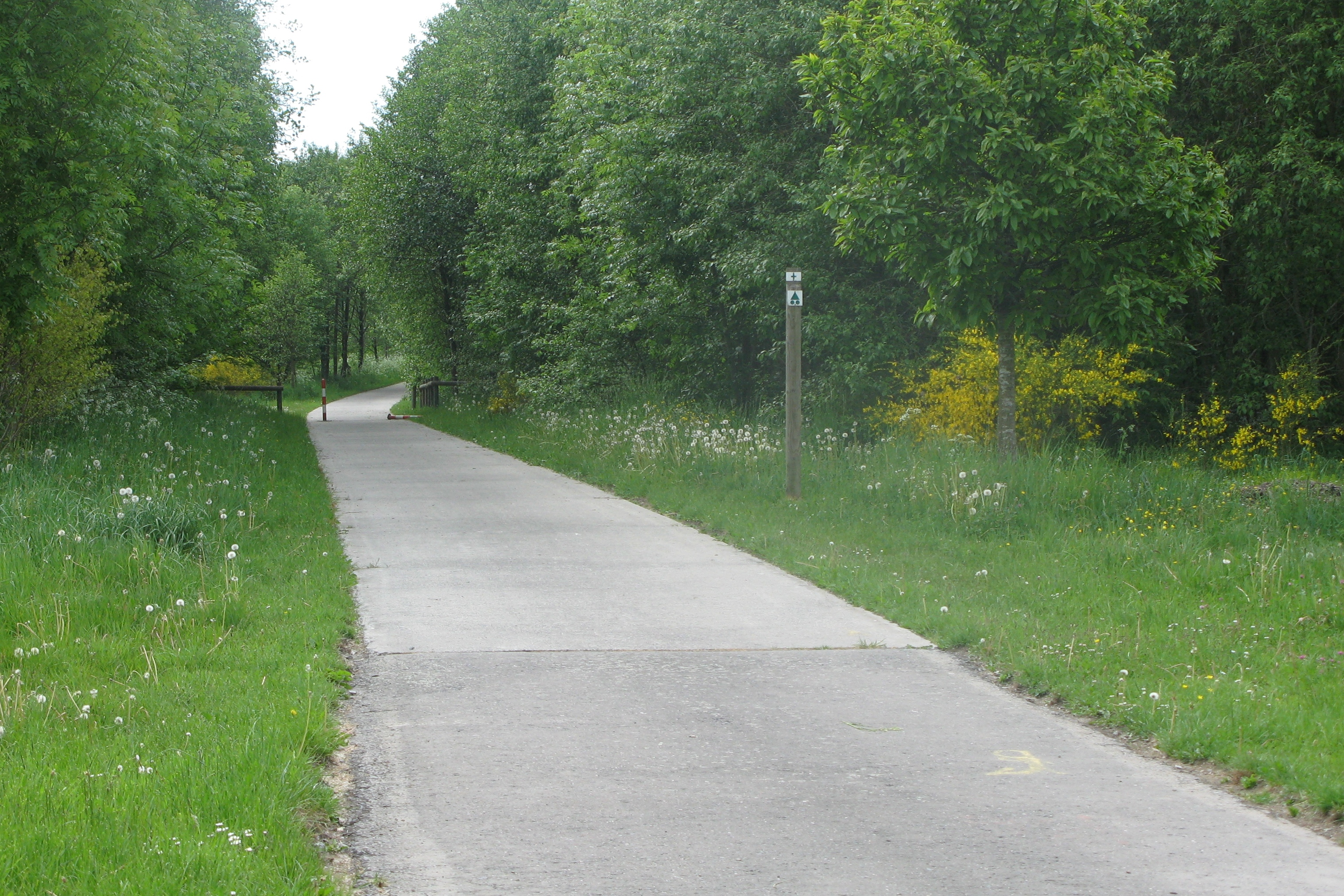
Piste cyclable sur l'ancienne ligne près de Benonchamps.

Plus aucun train ne circule sur cette ligne.

### RAVeL L164
Un « Chemin du rail » (voie verte) luxembourgeois, prolongé en Belgique sous le nom de RAVeL Ligne 163.
permettent de parcourir la ligne à pied ou à vélo depuis 1990. Les tunnels luxembourgeois sont entretenus et éclairés.

## Ouvrages d'art
Le tronçon belge ne présente pas d'ouvrages d'art particuliers. La section entre la frontière et Schleif comporte plusieurs tunnels.